# Mendocino (plaats)

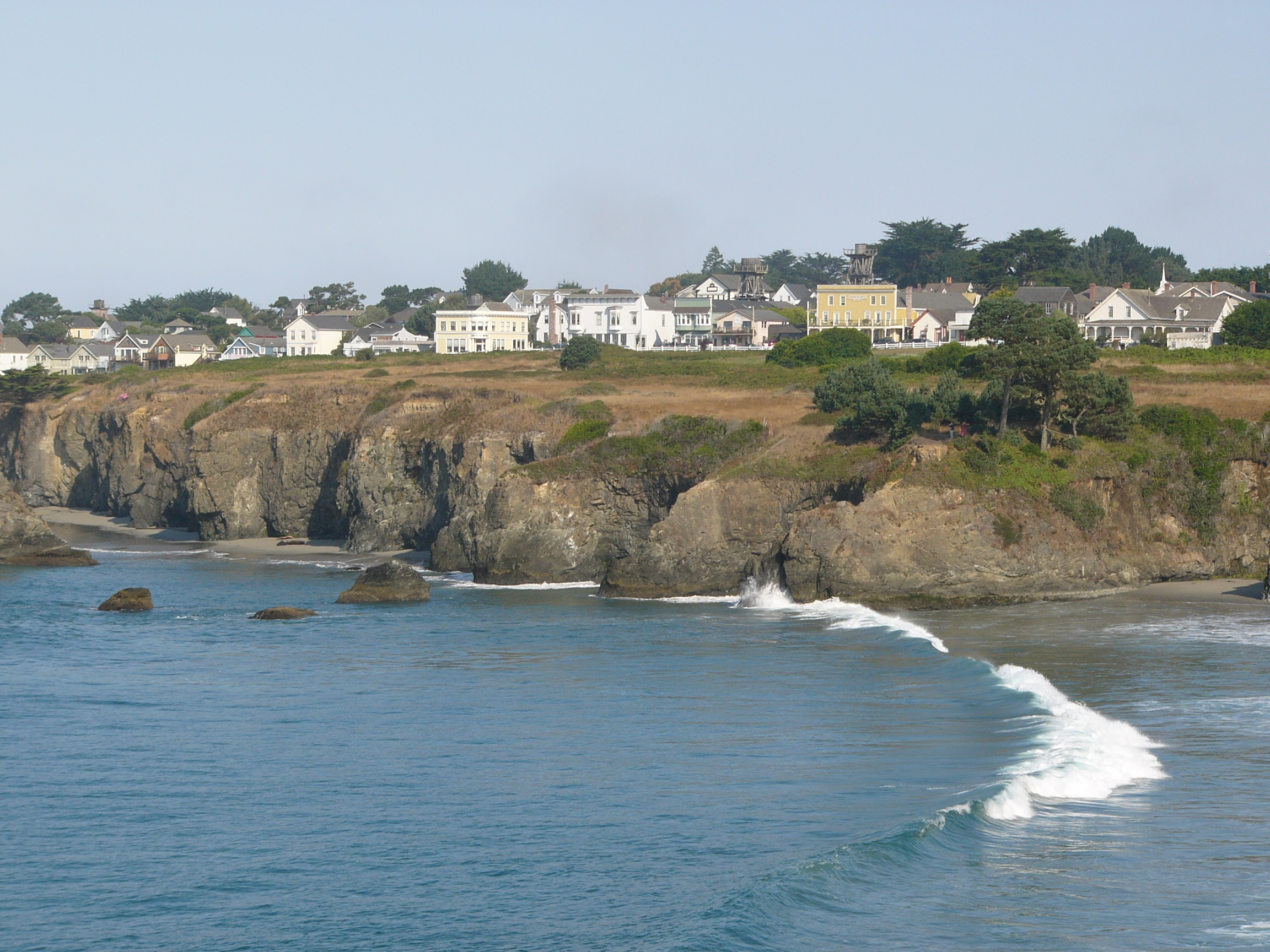
Mendocino

Mendocino is een plaats (census-designated place) in de Amerikaanse staat Californië, en valt bestuurlijk gezien onder Mendocino County. In deze plaats staat de Temple of Kwan Tai, de oudste Guanditempel van Noord-Amerika. Een aanzienlijk deel van de Mendocinose bevolking was in de 19e eeuw van Chinese afkomst. Tegenwoordig zijn er vrijwel geen Chinese Amerikanen in deze plaats.

## Demografie
Bij de volkstelling in 2000 werd het aantal inwoners vastgesteld op 824.

## Geografie
Volgens het United States Census Bureau beslaat de plaats een oppervlakte van
19,3 km², waarvan 5,9 km² land en 13,4 km² water. Mendocino ligt op ongeveer 25 m boven zeeniveau.

## Plaatsen in de nabije omgeving
De onderstaande figuur toont nabijgelegen plaatsen in een straal van 56 km rond Mendocino.

## Bekende bewoners
- Gene Clark

## Muziek en film
Bekend is Mendocino door liedjes van
- de Duitse zanger Michael Holm
- het Engelse lied van Sir Douglas Quintet
- BZN
- door de film East of Eden
- door het Mendocino Film Festival uit 2006